# Straffrabatt
Straffrabatt är en rättspraxis i Sverige som innebär att den som döms för ett brott får sitt straff minskat.
Från och med 2 januari 2022 slopades straffrabatten för unga mellan 18 och 20 år vid brott där straffminimum uppgår till minst ett års fängelse, eller där straffvärdet uppgår till minst ett års fängelse. Från och med samma datum skall dessutom samma straff kunna utdömas för unga som för vuxna, exempelvis livstid.

## Åldersrabatt
Som exempel kan nämnas den strafflindring ("ungdomsrabatt" eller "ungdomsreduktion") som i praktiken tillämpas i Sverige för gärningsmän som vid gärningen var under 21 år. Gärningsman som var under 18 år får dömas till fängelse om det föreligger synnerliga skäl. En gärningsman som var under 15 år får aldrig dömas till fängelse. Utöver det justeras enligt praxis straffvärdet efter ålder:
- Den som var 20 år får straffet minskat till 3/4 av straffet för den som var 21. (25% lägre än den som var ett år äldre)
- Den som var 19 år får straffet minskat till 2/3 av straffet för den som var 21. (11% lägre än den som var ett år äldre)
- Den som var 18 år får straffet minskat till 1/2 av straffet för den som var 21. (25% lägre än den som var ett år äldre)
- Den som var 17 år får straffet minskat till 1/3 av straffet för den som var 21. (33% lägre än den som var ett år äldre)
- Den som var 16 år får straffet minskat till 1/4 av straffet för den som var 21. (25% lägre än den som var ett år äldre)
- Den som var 15 år får straffet minskat till 1/5 av straffet för den som var 21. (20% lägre än den som var ett år äldre)

Särskilda mildare straff för unga som ännu inte fyllt 21 infördes på 1930-talet av Karl Schlyter. som var socialdemokratisk justitieminister mellan 1932 och 1936.
Sedan 2022 avskaffades ungdomsrabatten för de 18–20 år och "det inte är föreskrivet lindrigare straff än fängelse i ett år för brottet [eller] om brottets straffvärde uppgår till fängelse i ett år eller mer."

### Statistik över åldersrabatt och återfallsfrekvens
I Sverige är straffrabatten i praktiken i genomsnitt 2,5 månader. Tiden i fängelse är i genomsnitt 11,8 månader för brott som utfördes 30 dagar före 21-årsdagen, vilket är 2,5 månader kortare än vid straff som begicks 30 dagar efter 21-årsdagen, enligt en studie avseende brott begångna åren 2011 till 2014. I den yngre gruppen (som ofta fick straffrabatt) återföll 34,7 procent i brott som upptäcktes, och i den äldre gruppen 32,9 procent, inom ett år från att domen vunnit laga kraft. Skillnaden i återfall är liten och beror delvis på att den äldre gruppen i genomsnitt inkapaciterades längre, det vill säga var förhindrade att begå brott under strafftiden, och på att de som inte får straffrabatt är äldre när de kommer ut och därmed mindre benägna att begå brott. Forskningen är svårtolkad gällande om straffrabatten också har betydelse för om straffen avskräcker från att begå brott efter slutfört straff.
BRÅ (Brottsförebyggande rådet) har i undersökningar visat att interner som avtjänar kortare fängelsestraff (2 år eller kortare) har lägre återfallsfrekvens ifall de får avtjäna slutet av sina straff i enlighet med utökad frigång, det vill säga, fotboja. Dessa interner hade en lägre risk att återfalla i brottslighet än de interner som avtjänade hela sitt fängelsestraff i slutnare former .
Liknande resultat som BRÅ fick Statens institutionsstyrelse när de undersökte ungdomar som dömts till sluten ungdomsvård. I denna studie såg man att dömda ungdomar som fick avtjäna slutet av sina straff i öppnare former och med tillgång till utomhusaktiviteter hade en lägre återfallsrisk än ungdomar som avtjänade hela sina straff i slutna former 

## Billighetsskäl
Det förekommer även att domstolen vid utdömande av straff justerar ned straffvärdet med hänsyn till den åtalades omständigheter, så kallade billighetsskäl. Det kan vara att personen riskerar att samtidigt bli av med jobbet, har skadats i samband med brottet, har hög ålder eller dålig hälsa, eller har angivit sig själv frivilligt.

## Mängdrabatt
Asperationsprincipen innebär att när en gärningsman döms för flera brott samtidigt och får ett gemensamt straff, så bedöms det allvarligaste brottet till sitt fulla straffvärde medan straffvärdet för övriga brott reduceras i en fallande skala.  
I svensk lag regleras påföljder vid flera brott som var för sig skulle leda till fängelse i Brottsbalken 26 kapitlet 2§. Det är också möjligt att döma den som begått flera brott till fängelse för vissa av brotten och andra påföljder för de andra brotten, dock inte flera påföljder för samma brott om det inte är särskilt föreskrivet (Brottsbalken 30 kap.) 

## Medverkan vid utredning
Straffrabatt kan även ges på andra sätt som när en person (till exempel ett kronvittne) tillhandahåller väsentlig information för en utredning. Till exempel om en person har varit delaktig i brott och ger utredningen konkreta bevis som kan döma de andra i en eventuell "liga".
I samband med ett mål i Högsta domstolen 2022 uttalade vice riksåklagaren att straffnedsättningens storlek i just det fallet borde uppgå till cirka 30 procent av straffvärdet.

## Kommutation
Kommutation avser lindring av ett utdömt straff genom en domstols hänsynstagande till vissa förmildrande omständigheter. Det kan även innebära en lindring av en laga kraft vunnen dom genom villkorlig frigivning efter gott uppförande, amnesti eller nåd, ofta under uppställande av vissa villkor.
Huvudregeln i Sverige är att den som har avtjänat 2/3 av sitt fängelsestraff blir villkorligt frigiven.

## Straffrabatt i andra länder
Särlagstifningar för unga brottslingar, såsom olika former av straffrabatter, förekommer i flera andra länder, bland annat samtliga nordiska länder samt Tyskland. Utformningen av reglerna skiljer sig dock åt.

## Utredning om straffrabatten
I december 2017 beslöt regeringen att tillsätta en utredning med uppdrag att överväga och föreslå ändringar angående den så kallade straffrabatten. Utredningen föreslog i sitt betänkande år 2018 att straffrabatten skulle avskaffas för myndiga brottslingar i åldern 18–20 år. Det föreslog också att det inte längre ska krävas särskilda skäl för att döma brottslingar i åldern 18–20 år till fängelse samt de ska kunna dömas till livstid  Förslagen mötte kritik från flera tunga remissinstanser, däribland SÄPO, Åklagarmyndigheten, Brottsförebyggande rådet och Justitieombudsmannen. Till exempel varnade SÄPO att borttagande av straffrabatten skulle kunna öka risken för radikalisering och terrorbrott. Detta eftersom ungdomar är särskilt mottagliga för extremism och organiserad brottslighet samtidigt som fängelserna utgör miljöer där de exponeras för sådant.
Det är dock fler remissinstanser som inte har några invändningar mot förslagen än de som är emot.[källa behövs] Sveriges Domareförbund och Kammarrätten i Stockholm tillhör de remissinstanser som inte har några invändningar mot förslagen.[källa behövs]
Den 17 november 2021 fattade riksdagen beslut om att slopa straffrabatten för unga mellan 18 och 20 år vid brott där straffminimum uppgår till minst ett års fängelse, eller där straffvärdet uppgår till ett års fängelse. Man beslutade också om att det ej skall behövas särskilda skäl att döma en myndig till fängelse, samt att unga skall kunna dömas till livstid. Lagändringarna trädde i kraft 2 januari 2022. 